# Wirdum (Friesland)
Wirdum (westfriesisch Wurdum) in der niederländischen Provinz Friesland ist ein Dorf von 1165 Einwohnern in der Gemeinde Leeuwarden.

## Infrastruktur
Im Ort gibt es etwas Einzelhandel sowie ein Hotel mit Restaurant.

## Baudenkmal

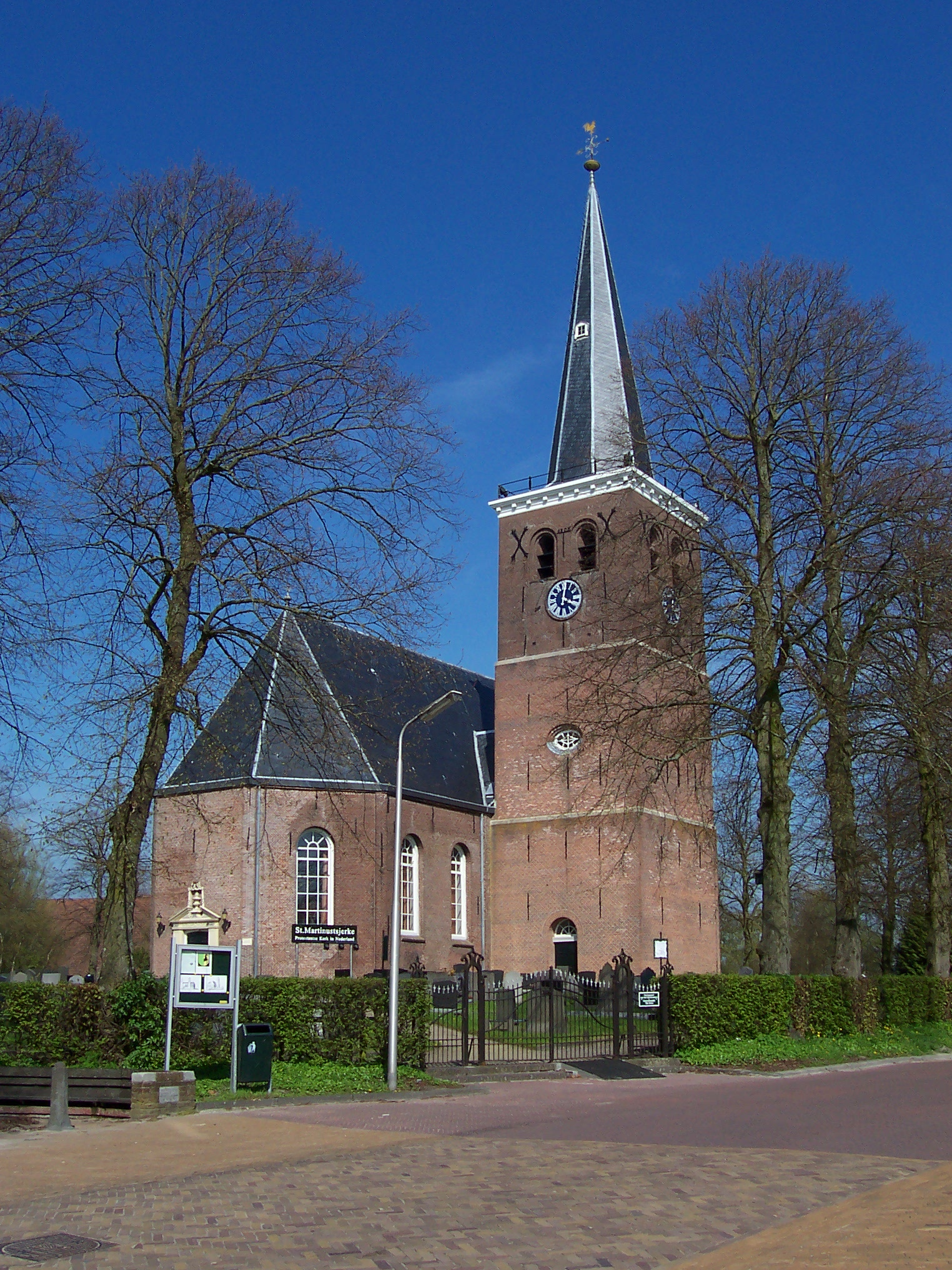
St. Martinuskerk

Die Sint-Martinuskerk der PKN wurde um 1200 errichtet. Sie zeigt romanische, gotische und jüngere Stilelemente. Das Kirchenschiff hat an beiden Enden einen polygonalen Abschluss. Gegenüber dem seitlich angebauten Turm gibt es ein Querschiff, sodass das Kirchenschiff T-förmig und der Grundriss der Kirche insgesamt kreuzförmig ist.

## Persönlichkeiten
- Jacob Algera (1902–1966), Politiker